# باریشا
باریشا (به عربی: باریشا) یک روستا در سوریه است که در استان ادلب واقع شده‌است. باریشا ۱٬۱۴۳ نفر جمعیت دارد.